# Superclásico
Pour les articles homonymes, voir Superclásico (homonymie).

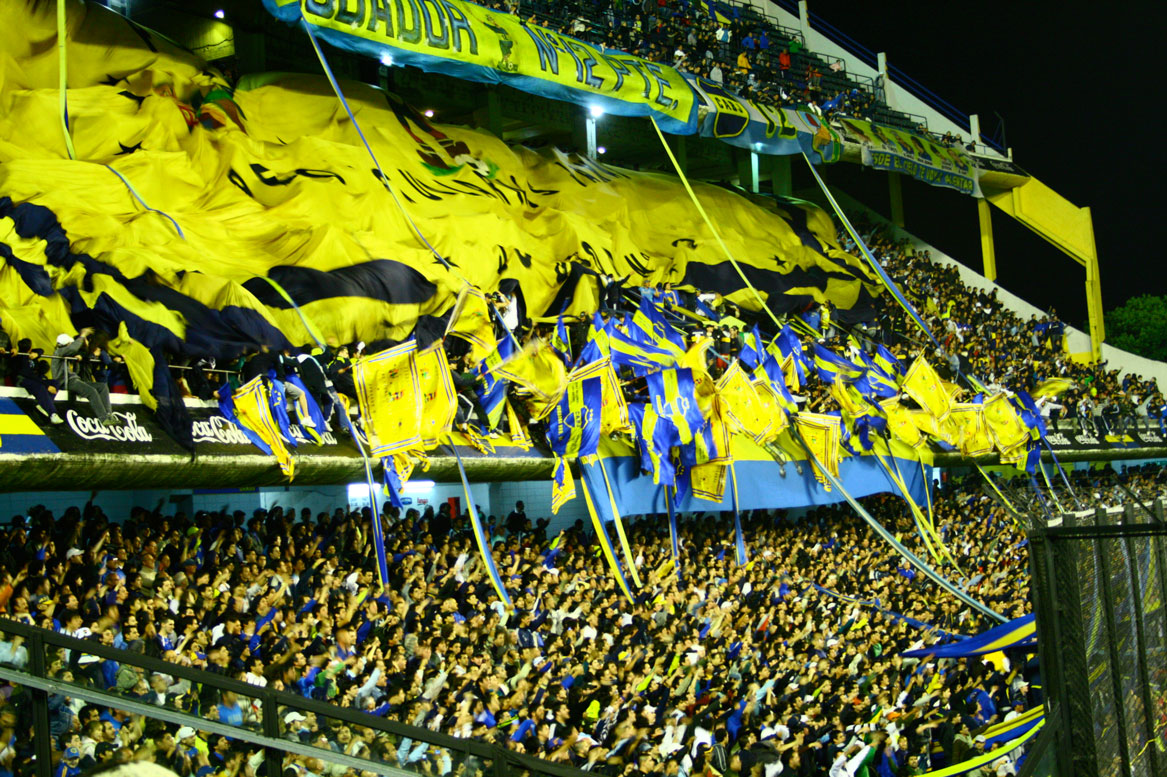

Le Superclásico est un match de football opposant les clubs argentins de Boca Juniors et de River Plate. Le terme « Superclásico » est formé à partir du mot espagnol « clásico » qui désigne un derby, plus particulièrement la rencontre entre le Real Madrid et le FC Barcelone ; le préfixe « super » a été ajouté car Boca Juniors et River Plate sont les équipes les plus populaires d'Argentine. Proximité géographique, rivalité sportive et rivalité de classe nourrissent la rivalité entre les deux institutions, faisant de ce derby l'un des plus connus dans le monde.

## Histoire
River Plate est fondé le 25 mai 1901 dans le quartier de La Boca. Boca Juniors est créé le 3 avril 1905 dans le même quartier par des immigrés génois. Toutefois la première rencontre entre les deux clubs n'a lieu que le 24 août 1913 sur le terrain du Racing Club de Avellaneda, River Plate s'impose deux buts à un. En 1925, River quitte le quartier de La Boca pour s'installer à Núñez, un quartier très résidentiel regroupant des Argentins de la classe moyenne. Depuis, River Plate est considéré comme le club porteño (du nom des habitants de Buenos Aires), soutenu par la bourgeoisie, tandis que Boca représente, lui, les classes sociales pauvres et plus modestes du sud de la ville.
On estime que les deux clubs concentrent près de trois quarts de tous les supporters de football du pays (environ 40 % pour Boca Juniors et 30 % pour River Plate), preuve de l'importance du match dans la saison argentine. Leurs rencontres sont particulièrement réputées pour la passion des supporters des deux camps et les animations déployées à cette occasion. En 2004, le magazine anglais The Observer inscrit le Superclásico dans sa liste des cinquante expériences sportives à connaître avant de mourir.
River évolue au Monumental, Boca à La Bombonera.

### Origine de la rivalité
La rivalité est née à la suite d'un match disputé le 20 septembre 1931 : le match fut arrêté après 65 minutes de jeu à la suite de l'expulsion de trois joueurs et à une bagarre générale entre les joueurs. Il y eut ensuite des affrontements entre supporters car les fans de River Plate auraient brûlé un drapeau du Boca Juniors. Les supporters furent ensuite dispersés à coup de gaz lacrymogènes,.

### Finale de la Copa Libertadores 2018
En novembre 2018, River et Boca s'affrontent pour la première fois en finale de la Copa Libertadores, offrant un Superclasico historique : après un match nul 2-2 à la Bombonera, le match retour prévu au Monumental est reporté et finalement relocalisé au stade Santiago Bernabeu à Madrid, après le caillassage du bus de Boca par les supporters de River. Finalement, le 9 décembre, le club porteño s'impose 3-1 après prolongations et décroche sa quatrième Copa Libertadores, grâce notamment à un but magnifique du Colombien Juan Fernando Quintero à la 110ème minute de jeu. Lors de l'édition suivante, les Millonarios retrouvent une nouvelle fois les Xeneizes en demi-finale, et se qualifient pour leur deuxième finale consécutive après une victoire 2-0 à l'aller et une défaite 0-1 au retour.

## Confrontations

### Historique des rencontres
| Date               | Rencontre                  | Score                  | Compétition                                        | Stade                      | Buteur(s) pour Boca                      | Buteur(s) pour River                       |
| ------------------ | -------------------------- | ---------------------- | -------------------------------------------------- | -------------------------- | ---------------------------------------- | ------------------------------------------ |
| 20 novembre 2014   | Boca Juniors - River Plate | 0 - 0                  | Copa Sudamericana 2014 (demi-finale aller)         | La Bombonera               | -                                        | -                                          |
| 27 novembre 2014   | River Plate - Boca Juniors | 1 - 0                  | Copa Sudamericana 2014 (demi-finale retour)        | El Monumental              | -                                        | 16e Pisculichi                             |
| 3 mai 2015         | Boca Juniors - River Plate | 2 - 0                  | Championnat d'Argentine 2015                       | La Bombonera               | 84e Pavón, 87e Pablo Pérez               | -                                          |
| 7 mai 2015         | River Plate - Boca Juniors | 1 - 0                  | Copa Libertadores 2015 (huitième de finale aller)  | El Monumental              | -                                        | 81e (pen.) Sánchez                         |
| 14 mai 2015        | Boca Juniors - River Plate | 0 - 0                  | Copa Libertadores 2015 (huitième de finale retour) | La Bombonera               | -                                        | -                                          |
| 13 septembre 2015  | River Plate - Boca Juniors | 0 - 1                  | Championnat d'Argentine 2015                       | El Monumental              | 18e Lodeiro                              | -                                          |
| 6 mars 2016        | River Plate - Boca Juniors | 0 - 0                  | Championnat d'Argentine 2016                       | El Monumental              | -                                        | -                                          |
| 24 avril 2016      | Boca Juniors - River Plate | 0 - 0                  | Championnat d'Argentine 2016                       | La Bombonera               | -                                        | -                                          |
| 11 décembre 2016   | River Plate - Boca Juniors | 2 - 4                  | Championnat d'Argentine 2016-2017                  | El Monumental              | 14e Bou, 62e, 81e Tévez, 90+4e Centurión | 33e Driussi, 40e Alario                    |
| 14 mai 2017        | Boca Juniors - River Plate | 1 - 3                  | Championnat d'Argentine 2016-2017                  | La Bombonera               | 45e Gago                                 | 14e Martínez, 23e Alario, 90e Driussi      |
| 5 novembre 2017    | River Plate - Boca Juniors | 1 - 2                  | Championnat d'Argentine 2017-2018                  | El Monumental              | 42e Cardona, 73e Nández                  | 69e Ponzio                                 |
| 14 mars 2018       | Boca Juniors - River Plate | 0 - 2                  | Supercoupe d'Argentine 2018                        | Malvinas-Argentinas        | -                                        | 18e (pen.) Martínez, 70e Scocco            |
| 23 septembre 2018  | Boca Juniors - River Plate | 0 - 2                  | Championnat d'Argentine 2018-2019                  | La Bombonera               | -                                        | 15e Martínez, 69e Scocco                   |
| 11 novembre 2018   | Boca Juniors - River Plate | 2 - 2                  | Copa Libertadores 2018 (finale aller)              | La Bombonera               | 33e Ábila, 45e Benedetto                 | 35e Pratto, 60e (csc) Izquierdoz           |
| 9 décembre 2018    | River Plate - Boca Juniors | 3 - 1 a. p.            | Copa Libertadores 2018 (finale retour)             | Santiago-Bernabéu          | 43e Benedetto                            | 67e Pratto, 108e Quintero, 120+1e Martínez |
| 1er septembre 2019 | River Plate - Boca Juniors | 0 - 0                  | Championnat d'Argentine 2019-2020                  | El Monumental              | -                                        | -                                          |
| 1er octobre 2019   | River Plate - Boca Juniors | 2 - 0                  | Copa Libertadores 2019 (demi-finale aller)         | El Monumental              | -                                        | 6e (pen.) Borré, 69e Fernández             |
| 22 octobre 2019    | Boca Juniors - River Plate | 1 - 0                  | Copa Libertadores 2019 (demi-finale retour)        | La Bombonera               | 79e Hurtado                              | -                                          |
| 2 janvier 2021     | Boca Juniors - River Plate | 2 - 2                  | Coupe de la Ligue 2020 (phase des champions)       | La Bombonera               | 9e Ábila, 85e Villa                      | 73e Girotti, 76e Borré,                    |
| 14 mars 2021       | Boca Juniors - River Plate | 1 - 1                  | Coupe de la Ligue 2021 (première phase)            | La Bombonera               | 41e (pen.) Villa                         | 67e Palavecino                             |
| 16 mai 2021        | Boca Juniors - River Plate | 1 - 1 (4-2 aux t.a.b.) | Coupe de la Ligue 2021 (quarts de finale)          | La Bombonera               | 11e Tévez                                | 68e Álvarez                                |
| 4 août 2021        | Boca Juniors - River Plate | 0 - 0 (4-1 aux t.a.b.) | Coupe d'Argentine 2021 (huitièmes de finale)       | Stade Ciudad de La Plata   | -                                        | -                                          |
| 3 octobre 2021     | River Plate - Boca Juniors | 2 - 1                  | Championnat d'Argentine 2021                       | El Monumental              | 90+3e Zambrano                           | 25e, 43e Álvarez                           |
| 20 mars 2022       | River Plate - Boca Juniors | 0 - 1                  | Coupe de la Ligue 2022 (première phase)            | El Monumental              | 54e Villa                                | -                                          |
| 11 septembre 2022  | Boca Juniors - River Plate | 1 - 0                  | Championnat d'Argentine 2022                       | La Bombonera               | 65e Benedetto                            |                                            |
| 7 mai 2023         | River Plate - Boca Juniors | 1 - 0                  | Championnat d'Argentine 2023                       | El Monumental              | -                                        | 90+3e (pen.) Borja                         |
| 1er octobre 2023   | Boca Juniors - River Plate | 0 - 2                  | Coupe de la Ligue 2023 (première phase)            | La Bombonera               | -                                        | 41e Rondón, 90+6e Díaz                     |
| 25 février 2024    | River Plate - Boca Juniors | 1 - 1                  | Coupe de la Ligue 2024 (première phase)            | El Monumental              | 70e Medina                               | 49e Solari                                 |
| 21 avril 2024      | Boca Juniors - River Plate | 3 - 2                  | Coupe de la Ligue 2024 (quarts de finale)          | Stade Mario Alberto Kempes | 45+1e, 67e Merentiel 62e Cavani          | 10e Borja, 90+7e Díaz                      |

### Bilan
| Type                          | Compétitions            | Matchs | Victoires de Boca | Matchs nuls | Victoires de River |
| ----------------------------- | ----------------------- | ------ | ----------------- | ----------- | ------------------ |
| Championnat                   | Championnat d'Argentine | 216    | 78                | 65          | 73                 |
| Championnat                   | Total (championnat)     | 216    | 78                | 65          | 73                 |
| Coupes nationales             |                         |        |                   |             |                    |
| Coupe d'Argentine             | 1                       | 0      | 1                 | 0           |                    |
| Coupe de la Ligue             | 7                       | 2      | 4                 | 1           |                    |
| Supercoupe d'Argentine        | 1                       | 0      | 0                 | 1           |                    |
| Copa Competencia Jockey Club  | 3                       | 0      | 1                 | 2           |                    |
| Copa Centenario de la AFA     | 2                       | 0      | 1                 | 1           |                    |
| Copa Adrián Escobar           | 1                       | 0      | 1                 | 0           |                    |
| Copa de Competencia Británica | 1                       | 1      | 0                 | 0           |                    |
| Total (coupes)                | 15                      | 2      | 8                 | 5           |                    |
| CONMEBOL compétitions         |                         |        |                   |             |                    |
| Copa Libertadores             | 28                      | 11     | 9                 | 9           |                    |
| Copa Sudamericana             | 2                       | 0      | 1                 | 1           |                    |
| Supercopa Libertadores        | 2                       | 0      | 2                 | 0           |                    |
| Total (CONMEBOL)              | 32                      | 11     | 12                | 10          |                    |
| Total                         | Total                   | 264    | 92                | 84          | 88                 |

## Statistiques

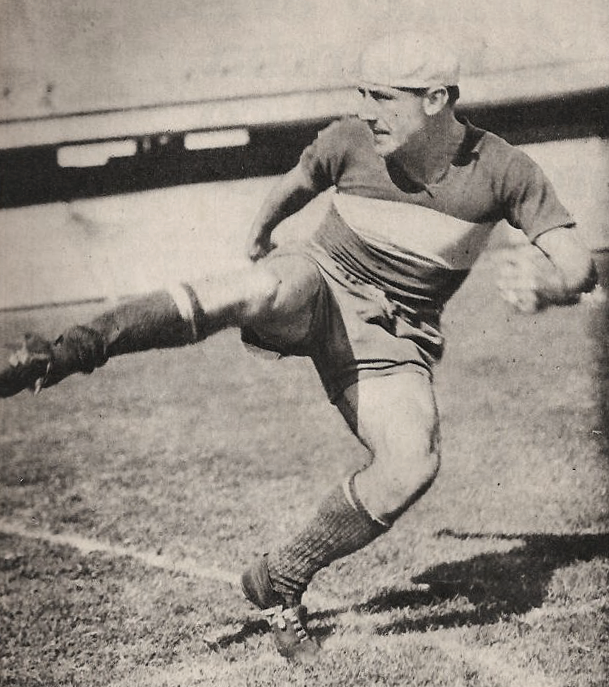
Severino Varela s'illustra lors de plusieurs Superclásicos dans les années 1940.

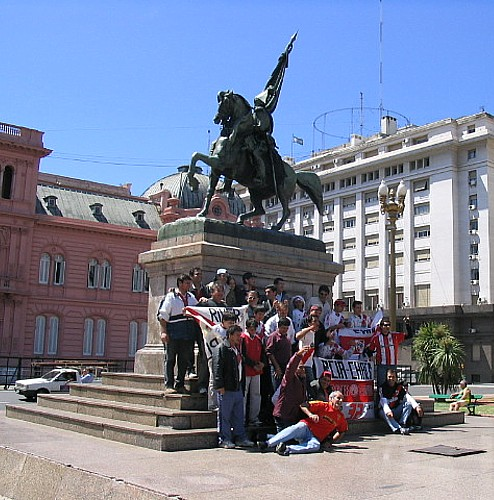
Supporters de CA River Plate, le 4 novembre 2004, jour d'un Superclásico (victoire 2 à 0 de River Plate).

| Locaux       | Score | Visiteurs    | Date | Stade                                 | Buts                                                      |
| ------------ | ----- | ------------ | ---- | ------------------------------------- | --------------------------------------------------------- |
| Boca Juniors | 6-0   | River Plate  | 1928 | La Bombonera                          | Tarasconi (2), Kuko (2) et Cherro (2)                     |
| Boca Juniors | 5-0   | River Plate  | 2015 | Estadio Malvinas Argentinas, Mendoza  | Cristaldo, S.Palacios, Chavez, Calleri et Bentancur       |
| River Plate  | 5-1   | Boca Juniors | 1941 | El Monumental                         | Labruna, Moreno, Deambrossi (2) (R), Boyé (B)             |
| Boca Juniors | 5-1   | River Plate  | 1959 | La Bombonera                          | Nordiello, Rodríguez, Yudica, Mansilla (B), Rodriguez (R) |
| River Plate  | 1-5   | Boca Juniors | 1982 | El Monumental                         | Tevez (R), Ruggeri, Gareca (2) et Córdoba (2)             |
| River Plate  | 4-0   | Boca Juniors | 1942 | El Monumental                         | Deambrossi, Labruna (2) et Moreno                         |
| River Plate  | 0-4   | Boca Juniors | 1955 | Estadio Presidente Juan Domingo Perón | Pizzutti, Navarro (2) et Cucchiaroni                      |
| River Plate  | 0-4   | Boca Juniors | 1972 | El Monumental                         | Ponce (2) et Curioni (2)                                  |

| Résultats      | Date             |
| -------------- | ---------------- |
| River 5-4 Boca | 15 octobre 1972  |
| River 5-3 Boca | 24 novembre 1957 |
| Boca 2-5 River | 2 mars 1980      |
| Boca 5-2 River | 27 juin 1973     |
| Boca 5-2 River | 3 février 1974   |

| Joueur           | Équipe       | Nb de matchs |
| ---------------- | ------------ | ------------ |
| Reinaldo Merlo   | River Plate  | 42           |
| Hugo Gatti       | Les deux     | 38           |
| Silvio Marzolini | Boca Juniors | 37           |
| Ángel Labruna    | River Plate  | 35           |
| Roberto Mouzo    | Boca Juniors | 35           |

| Joueur            | Équipe       | Buts (matchs officiels) | Buts (matchs amicaux) |
| ----------------- | ------------ | ----------------------- | --------------------- |
| Ángel Labruna     | River Plate  | 16                      | 6                     |
| Oscar Más         | River Plate  | 12                      | 1                     |
| Paulo Valentim    | Boca Juniors | 10                      | 3                     |
| Carlos Morete     | River Plate  | 9                       | 4                     |
| Roberto Cherro    | Boca Juniors | 8                       | -                     |
| Bernabé Ferreyra  | River Plate  | 8                       | -                     |
| Luis Rongo        | River Plate  | 7                       | 2                     |
| Hugo Curioni      | Boca Juniors | 7                       | -                     |
| Osvaldo Potente   | Boca Juniors | 7                       | 1                     |
| Diego Latorre     | Boca Juniors | 6                       | -                     |
| Alfredo Rojas     | Boca Juniors | 6                       | -                     |
| Félix Loustau     | River Plate  | 6                       | -                     |
| Francisco Varallo | Boca Juniors | 6                       | 1                     |
| Martín Palermo    | Boca Juniors | 6                       | 6                     |
| Enzo Francescoli  | River Plate  | 5                       | 2                     |
| Diego Maradona    | Boca Juniors | 5                       | -                     |
| Severino Varela   | Boca Juniors | 5                       | -                     |

| Rang | Joueur                           | Performance                                  |
| ---- | -------------------------------- | -------------------------------------------- |
| 1.   | Manuel Lanzini de River Plate    | 40 secondes (5 mai 2013, contre Boca).       |
| 2.   | Pablo Ledesma de Boca Juniors    | 50 secondes (15 avril 2007, contre River).   |
| 3.   | Norberto Menéndez de River Plate | 60 secondes (24 novembre 1957, contre Boca). |

## Palmarès
| Boca Juniors   | Compétitions            | River Plate |
| -------------- | ----------------------- | ----------- |
| National       |                         |             |
| 37             | Championnat d'Argentine | 38          |
| 17             | Coupes national         | 16          |
| 54             | Total                   | 54          |
| International  |                         |             |
| 3              | Coupe intercontinentale | 3           |
| 15             | CONMEBOL                | 11          |
| 4              | AFA / AUF               | 6           |
| 22             | Total                   | 18          |
| Total générale |                         |             |
| 74             | Total                   | 74          |